# 美體真小鯉
美體真小鯉（学名：Cyprinella callisema）为輻鰭魚綱鯉形目雅羅魚科真小鯉属的其中一種，分布於北美洲美國喬治亞州奧塔瑪哈河與Ogeechee河流域，體長可達9公分，棲息在沙石底質的溪流。